# Hraniční přechod Aš–Selb
Hraniční přechod Aš – Selb (německy Grenzübergang Selb – Aš) je bývalý silniční hraniční přechod, který se nachází na česko-německé státní hranici na hraničním úseku II/1 - II/2 mezi českým městem Aš (okres Cheb, Karlovarský kraj) a německou vsí Wildenau, část města Selb (zemský okres Wunsiedel im Fichtelgebirge, spolková země Bavorsko). Přechod leží v nadmořské výšce 645 m n. m. na silnici I/64; za hranicí pokračuje státní silnice č. 2179 do Selbu, kde se napojuje na dálnici A93. Před zrušením byl určen pro pěší, cyklisty, motocykly, osobní automobily, autobusy a nákladní automobily.
Hraniční přechod byl zrušen při vstupu České republiky do Schengenského prostoru v roce 2007. V případě dočasného znovuzavedení ochrany vnitřních hranic je provoz na hraničním přechodu upraven Sdělením Ministerstva vnitra č. 395/2021 Sb.